# Gal Jekutiel
Gal Jekutiel (hebrejsky גל יקותיאל‎, narozen 4. listopadu 1981) je bývalý reprezentant Izraele v judu.

## Sportovní kariéra
Patřil úspěšným účastníkům judistických soutěží v superlehké váze. Účastnil se dvou olympijských her. V roce 2004 v Athénách vypadl ve druhém kole. V roce 2008 v Pekingu útočil na jednu z medailí. V prvním kole vyřadil jednoho z favoritů Mongola Cagánbátara minimálním rozdílem na koku. Ve druhém kole však prohrál v prodloužení s Francouzem Dražanem. Přes opravy se dostal do boje o 3 bronzovou medaili. Utkal se o ni s Nizozemcem Haukesem, ale prohrál v závěru v boji na zemi. Obsadil 5. místo.

## Výsledky
| Turnaj             | 2000 | 2001 | 2002 | 2003 | 2004 | 2005 | 2006 | 2007 | 2008 |
| ------------------ | ---- | ---- | ---- | ---- | ---- | ---- | ---- | ---- | ---- |
| Olympijské hry     | dns  | -    | -    | -    | úč.  | -    | -    | -    | 5.   |
| Mistrovství světa  | -    | dns  | -    | úč.  | -    | 7.   | -    | dns  | -    |
| Mistrovství Evropy | dns  | dns  | úč.  | úč.  | úč.  | dns  | úč.  | 3.   | 5.   |
| ME juniorů         | 3.   | -    | -    | -    | -    | -    | -    | -    | -    |